# Sampsigéram II
Pour les articles homonymes, voir Sampsigéram.
Sampsigéram II (en grec ancien : Σαμψιγέραμος / Sampsigéramos) était un roi d'Émèse, de la dynastie des Sampsigéramides fondée par Sampsigéram Ier, « phylarque des Éméséniens » que Pompée avait soumis à la République romaine. Sampsigéram II était, « selon quelques auteurs », petit-fils de Jamblique II, et laissa deux fils, Azize et Sohémus, et une fille, Iotapa IV (en).